# Habia rubica
La habia coronirroja (Habia rubica), también denominada tangara rojisucia rúbica o tangara hormiguera coronirroja es un ave paseriforme de la América tropical. Su género, Habia, ha sido tradicionalmente colocado por los ornitólogos dentro de la familia Thraupidae, aunque existen investigaciones que parecen relacionarlo más con Cardinalidae.
Estas aves, muy parecidas a la especie hermana H. fuscicauda, miden aproximadamente 18 cm de longitud y pesan poco más de 30 g. El macho adulto es pardo rojizo oscuro,  con garganta y pecho rojos brillantes. En la corona hay una raya roja brillante delineada con negro. Las plumas de esa línea pueden levantarse cuando el ave está excitada.
La hembra es parda amarillenta, tendiendo más al amarillo en el pecho, y la garganta es amarilla brillante. Al igual que el macho, tiene una mancha en la corona, pero no roja, sino anaranjada.
Es un ave tímida, pero ruidosa en su canto.
Es una especie residente desde México hasta Paraguay y norte de Argentina. Su distribución se extiende también hasta Brasil, Venezuela, y la isla caribeña de Trinidad. Al ser común en su área de distribución, la Unión Internacional para la Conservación de la Naturaleza no la considera una especie amenazada.
Se encuentra preferentemente en el estrato medio de los bosques húmedos y en áreas de vegetación arbustiva de clima subtropical; también en el sotobosque en zonas ricas en helechos, arbustos y hierbas. Viven en parejas o en grupos más numerosos. Se alimentan principalmente de artrópodos pero no desprecian los frutos. En ocasiones se comportan como comensales, acompañando en su alimentación a las hormigas arrieras y a los coatíes (Nasua nasua).
El nido es en forma de cuenco poco profundo, y es construido en las ramas de árboles jóvenes o helechos arborescentes generalmente cerca de un curso de agua. La puesta consiste de dos huevos blancos con motas marrón. La hembra incuba los huevos durante 13 días hasta que estos eclosionan; entonces los polluelos son incubados por otros 10 días más, hasta que aprenden a volar.